# Nikita Johnson
Nikita Johnson, né le 25 mai 2008 à Saint-Petersburg (Floride), est un pilote automobile américain. Vice-champion de l'USF Pro 2000 2024 avec Velocity Racing Development, il est engagé en championnat GB3 2025 avec Hitech Pulse-Eight et en championnat Indy NXT 2025 avec HMD Motorsports,.

## Biographie

### USF Juniors et USF 2000
En 2022, Nikita Johnson s'engage en USF Juniors. Il terminé troisième du championnat avec 3 victoires, 7 podiums, 2 poles et 352 points. Le 6 octobre 2022, Johnson annonce qu'il s'engage à plein temps dans le championnat USF 2000 2023 avec Velocity Racing Development. Il termine vice champion derrière Simon Sikes.

### USF Pro 2000

#### 2023
Le 21 août 2023, l'Américain annonce qu'il disputera les cinq dernières manches de la saison du championnat USF Pro 2000, toujours avec Velocity Racing Development. 
Il fait ses débuts dans la catégorie lors de la manche disputée sur le circuit des Amériques. Lors de la première course, il termine troisième. Lors de la deuxième course, Johnson s'élance en troisième position. Il réussit à dépasser Clark dans les premiers tours puis Porto au septième tour. Il creuse l'écart sur Porto en fin de course, remportant sa première victoire dans le championnat. Il devient le plus jeune vainqueur de l'histoire du championnat USF Pro 2000 à l'âge de 15 ans et devient aussi le premier pilote à s'imposer dans les trois niveaux de l'échelle du championnat USF Pro.
Lors de la dernière manche de la saison, au Portland International Raceway, Johnson se qualifie deuxième, à sept dixièmes de la pole position. Dans une course mouvementée, avec de nombreuses sorties de la voiture de sécurité et des incidents de course, Johnson remporte sa deuxième victoire,.

#### 2024
Le 30 novembre 2023, il est annoncé que Johnson participerait à temps plein au championnat USF Pro 2000 2024 avec Velocity Racing Development. Il termine vice-champion derrière Lochie Hughes avec 8 victoires, 10 podiums, 7 pole positions et 355 points.

### Championnat du Royaume-Uni de Formule 3 (GB3)

#### 2024

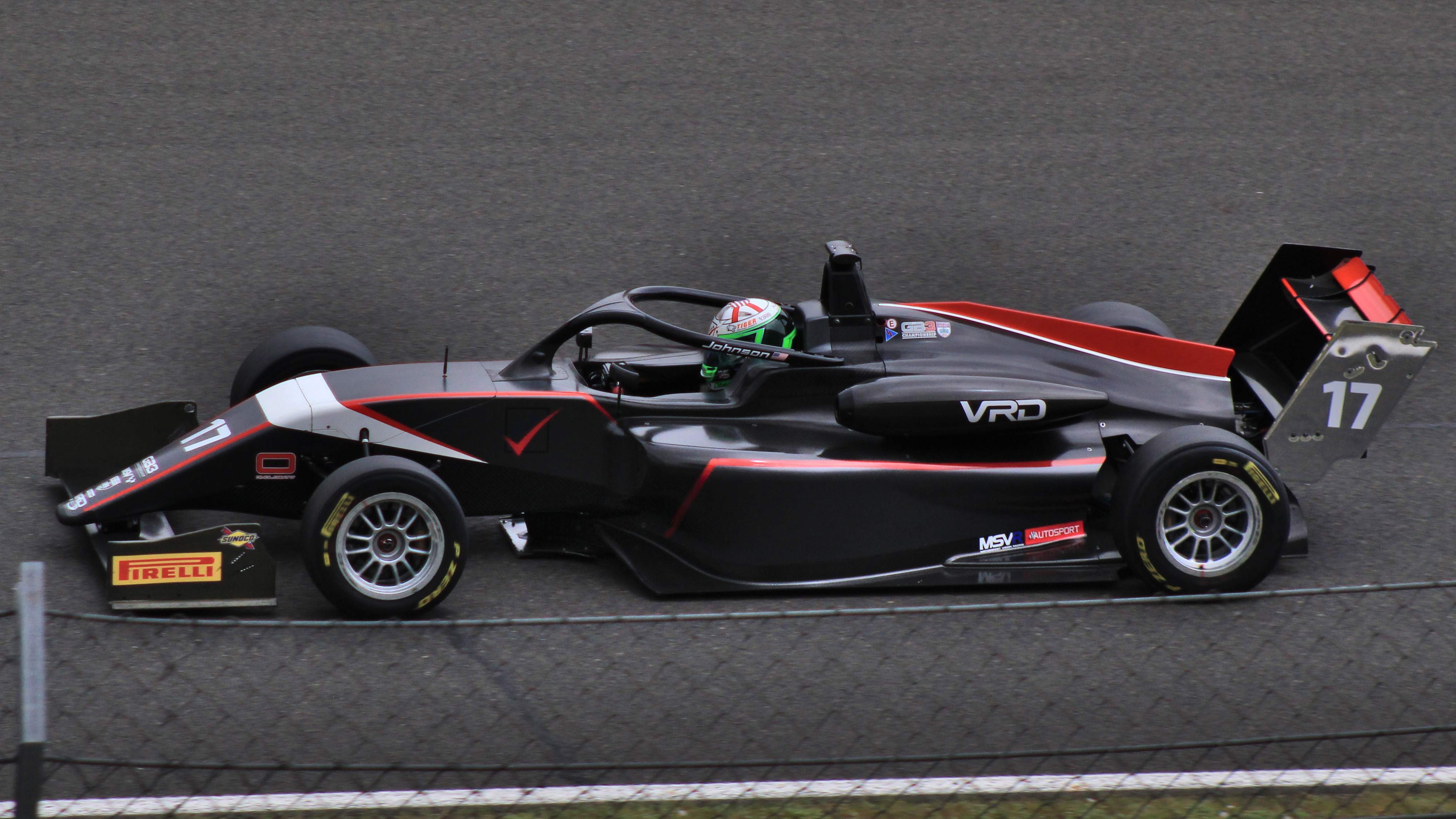
Nikita Johnson en Formule 3 britannique en 2024 sur le Hungaroring.

Le 21 février 2024, Johnson annonce qu'il qu'il rejoint le championnat GB3 avec VRD Racing par Arden. Il ne commence cependant sa saison qu'à partir de la troisième manche, car il n'avait alors pas l'âge requis (16 ans) pour y prendre part. Il termine onzième du championnat avec 193 points.

#### 2025
En 2025, il rejoint Hitech Pulse-Eight. Lors de la première manche de la saison, il termine troisième de la deuxième course, derrière Noah Lisle et Freddie Slater. Il termine ensuite deuxième lors de la deuxième course de la manche de Spa-Francorchamps.

### Formule Régionale

#### 2025
Début 2025, l'Américain s'engage en championnat d'Océanie de Formule Régionale avec M2 Competition,. Il obtient son premier podium lors de la deuxième course disputée à Hampton Downs, réalisant un triplé pour son équipe (Sebastian Manson remportant la course devant Johnson, qui termine lui-même devant Arvid Lindblad). Lors de la manche suivante à Manfeild, il termine à nouveau deuxième derrière Lindblad lors de la première course. Il obtient ce même résultat lors des deux courses suivantes,.

### Formule 3 FIA

#### 2025

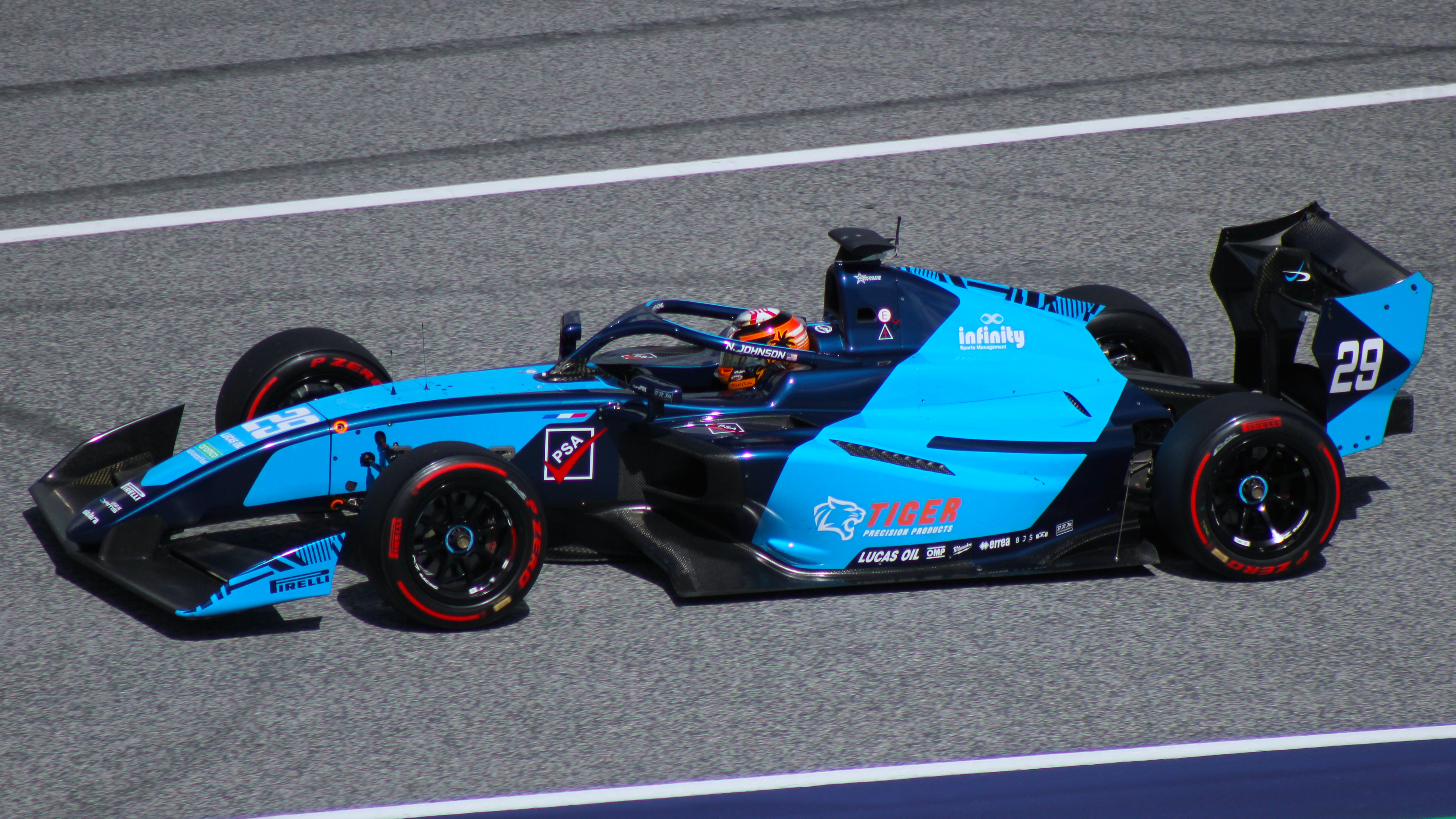
Nikita Johnson remplace Nicola Lacorte à Spielberg en Formule 3 FIA en 2025.

Johnson est annoncé pour effectuer ses débuts dans le championnat de Formule 3 FIA lors de la manche de Spielberg chez DAMS Lucas Oil, en remplacement de Nicola Lacorte, suspendu. Il termine dix-huitième de la première course du week-end, puis vingt-deuxième de la seconde.

### Indy NXT
En parallèle de sa campagne européenne, Johnson participe à certaines manches de l'Indy NXT 2025 avec HMD Motorsports. Il termine sa première course de la saison à la onzième place. Avec trois courses disputées, il se classe vingt-et-unième du championnat à la mi-saison.

## Résultats en monoplace

### Résultats en carrière
| Saison | Championnat               | Écurie                      | Courses | Victoires | Pole positions | Meilleurs tours | Podiums | Points | Classement |
| ------ | ------------------------- | --------------------------- | ------- | --------- | -------------- | --------------- | ------- | ------ | ---------- |
| 2022   | YACademy Winter Series    | Velocity Racing Development | 6       | 3         | 1              | 3               | 5       | 103    | Champion   |
| 2022   | USF Juniors Championship  | Velocity Racing Development | 16      | 3         | 2              | 5               | 10      | 352    | 3e         |
| 2022   | US F2000 Championship     | Velocity Racing Development | 8       | 0         | 0              | 1               | 1       | 85     | 18e        |
| 2023   | US F2000 Championship     | Velocity Racing Development | 18      | 1         | 2              | 2               | 8       | 344    | 2e         |
| 2023   | USF Pro 2000 Championship | Velocity Racing Development | 5       | 2         | 0              | 2               | 4       | 118    | 17e        |
| 2024   | USF Pro 2000 Championship | Velocity Racing Development | 18      | 8         | 7              | 8               | 10      | 355    | 2e         |
| 2024   | Formule 3 britannique     | VRD Racing by Arden         | 18      | 2         | 0              | 1               | 2       | 193    | 11e        |
| 2025   | Formule Régionale Océanie | M2 Competition              | 15      | 1         | 0              | 1               | 6       | 305    | 3e         |
| 2025   | Formule 3 britannique     | Hitech TGR                  | 9       | 0         | 0              | 0               | 2       | 113    | 16e        |
| 2025   | Indy Lights Series        | HMD Motorsports             | 3       | 0         | 0              | 0               | 0       | 55     | 22e        |
| 2025   | Formule 3 FIA             | DAMS Lucas Oil              | 2       | 0         | 0              | 0               | 0       | 0      | 34e        |
| 2025   | Formule 3 FIA             | Hitech TGR                  | 4       | 0         | 0              | 0               | 0       | 0      | 34e        |

* Saison en cours

### Résultats en championnat du Royaume-Uni de Formule 3 (GB3)
(Les courses en gras indiquent une pole position) (Les courses en Italiques indiquent un meilleur tour)
| Saison | Ecurie       | 1        | 2        | 3         | 4        | 5       | 6        | 7         | 8         | 9         | 10       | 11       | 12        | 13      | 14      | 15      | 16        | 17        | 18        | 19       | 20       | 21        | 22      | 23      | 24      | Position | Points |
| ------ | ------------ | -------- | -------- | --------- | -------- | ------- | -------- | --------- | --------- | --------- | -------- | -------- | --------- | ------- | ------- | ------- | --------- | --------- | --------- | -------- | -------- | --------- | ------- | ------- | ------- | -------- | ------ |
| 2024   | VRD by Arden | OUL 1    | OUL 2    | OUL 3     | SIL1 1   | SIL1 2  | SIL1 3   | SPA 1 9   | SPA 2 Abd | SPA 3 Abd | HUN 1 16 | HUN 2 12 | HUN 3 118 | ZAN 1 9 | ZAN 2 6 | ZAN 3 1 | SIL2 1 10 | SIL2 2 14 | SIL2 3 94 | DON 1 14 | DON 2 12 | DON 3 115 | BRH 1 6 | BRH 2 9 | BRH 3 1 | 11e      | 193    |
| 2025   | Hitech TGR   | SIL1 1 6 | SIL1 2 3 | SIL1 3 11 | ZAN 1 19 | ZAN 2 5 | ZAN 3 62 | SPA 1 Abd | SPA 2     | SPA 3 11  | HUN 1    | HUN 2    | HUN 3     | SIL2 1  | SIL2 2  | SIL2 3  | BRH 1     | BRH 2     | BRH 3     | DON 1    | DON 2    | DON 3     | MNZ 1   | MNZ 2   | MNZ 3   | 9e*      | 113*   |

### Résultats complets en Championnat d'Océanie de Formule Régionale
(Les courses en gras indiquent une pole position) (Les courses en Italiques indiquent un meilleur tour)
| Saison | Ecurie         | 1       | 2       | 3       | 4       | 5     | 6       | 7       | 8     | 9       | 10      | 11      | 12      | 13      | 14      | 15      | position | Points |
| ------ | -------------- | ------- | ------- | ------- | ------- | ----- | ------- | ------- | ----- | ------- | ------- | ------- | ------- | ------- | ------- | ------- | -------- | ------ |
| 2025   | M2 Competition | TAU 1 4 | TAU 2 5 | TAU 3 5 | HMP 1 8 | HMP 2 | HMP 3 4 | MAN 1 2 | MAN 2 | MAN 3 2 | TER 1 3 | TER 2 8 | TER 3 5 | HIG 1 8 | HIG 2 1 | HIG 3 8 | 3e       | 305    |

### Résultats en championnat de Formule 3 FIA
(Les courses en gras indiquent une pole position) (Les courses en Italiques indiquent un meilleur tour)
| Saison | Ecurie         | 1       | 2       | 3       | 4       | 5       | 6       | 7       | 8       | 9       | 10      | 11         | 12         | 13         | 14         | 15      | 16      | 17      | 18      | 19      | 20      | Classement | Points |
| ------ | -------------- | ------- | ------- | ------- | ------- | ------- | ------- | ------- | ------- | ------- | ------- | ---------- | ---------- | ---------- | ---------- | ------- | ------- | ------- | ------- | ------- | ------- | ---------- | ------ |
| 2025   | DAMS Lucas Oil | MEL SPR | MEL FEA | BHR SPR | BHR FEA | IMO SPR | IMO FEA | MON SPR | MON FEA | CAT SPR | CAT FEA | RBR SPR 18 | RBR FEA 22 |            |            |         |         |         |         |         |         | 33e*       | 0      |
| 2025   | Hitech TGR     |         |         |         |         |         |         |         |         |         |         |            |            | SIL SPR 27 | SIL FEA 23 | SPA SPR | SPA FEA | HUN SPR | HUN FEA | MNZ SPR | MNZ FEA | 33e*       | 0      |

* Saison en cours ou à venir